# Dearborn (Michigan)
Dearborn és una ciutat ubicada al Comtat de Wayne, Michigan, Estats Units d'Amèrica. Té 98.153 habitants segons el cens del 2010 i amb una densitat de 1549,7 per quilòmetre quadrat. Es troba a la zona metropolitana de Detroit, i a uns 140 quilòmetres per carretera de la capital de l'estat, Lansing. L'actual alcalde és John B. O'Reilly, Jr. Dearborn se la coneix per ser la ciutat on va néixer Henry Ford, creador de la Ford Motor Company.